# Paris
 Ovo je glavno značenje pojma Paris. Za glavni grad Francuske pogledajte Pariz.
 Ovo je glavno značenje pojma Paris. Za druga značenja pogledajte Paris (razdvojba).
Paris (grč. Πάρις, Páris) u grčkoj mitologiji jedan je od brojnih sinova trojanskog kralja Prijama. Njegova otmica Helene, žene spartskog kralja Menelaja, dovela je do Trojanskog rata.

## Etimologija
Parisovo ime (grč. paris = torba) povezuje se s putničkom torbom u kojoj ga je Agelaj vratio kući, a potom ga odlučio odgojiti kao svoga sina.
Također je poznat pod imenom Aleksandar.

## Mitologija

### Rođenje i djetinjstvo
Parisov otac, kralj Prijam, imao je sa ženom Hekabom sina Hektora. Kad se približavalo vrijeme da im se rodi drugo dijete, Hekaba je jedne noći u snu vidjela strašnu utvaru: pričinilo joj se da rađa baklju koja ognjem pustoši čitavu Troju i u pepeo je spaljuje. Prestrašena, ispripovjedi to svom mužu Prijamu. On pozove svog sina iz prvog braka, po imenu Ezaka, koji je bio gatar i poznavao je vještinu tumačenja snova. Ezak objasni da će njegova maćeha roditi sina koji će biti propast svome gradu. Stoga im preporuči da to dijete odlože u gori. Kraljica doista rodi sina i ljubav prema domovini nadvlada njezine majčinske osjećaje. Premda je Apolonova svećenica Herofila nagovarala roditelje da ubiju svoje dijete, oni to nisu mogli učiniti. Ona dopusti svome mužu Prijamu da novorođenče preda slugi da ga ubije.
Sluga Agelaj sažalio se i odnio ga u goru Idu nadajući se da će tamo skončati. No, dijete je dojila medvjedica i preživjelo je. Agelaj se vratio i odlučio ga odgojiti kao svoga sina te ga je ponio u putničkoj torbi kući. Kralju Prijamu kao dokaz djetetove smrti pokazao je pseći jezik.
Paris je u gori Idi odrastao. Kao dječak bio je vrlo lijep i pametan. Kad je bio dijete, uspio je svladati kradljivce stoke i vratiti krdo, a tako je i postao obranom svih pastira protiv razbojnika, stoga su ga pastiri prozvali Aleksandar,  što znači "branitelj ljudi".

### Parisov sud
Paris je iskušavao Agelajeve bikove u borbi. Jedan je stalno pobjeđivao te je Paris održavao natjecanja s bikovima ostalih pastirima i nudio svoje bikove kao nagradu. Njegov bi bik uvijek pobijedio. Na posljetku je Paris ponudio zlatnu krunu onome tko pobijedi njegova prvaka. Ares se odazvao i pretvorio se u bika te lako pobijedio. Paris je dao krunu Aresu bez oklijevanja - bio je iskren u svojoj prosudbi, a to je utjecalo na olimpske bogove koji su tražili Parisa da presudi u svađi između Atene, Here i Afrodite.
Zeus je održao slavlje u čast braka Peleja i Tetide. No, Erida, boginja razdora,  bila je bijesna jer nije bila pozvana (bogovi je nisu htjeli pozvati da ne bi narušila slavlje). Ljutito je stigla na proslavu i bacila zlatnu jabuku na stol (otud izraz "jabuka razdora") na kojoj bješe natpis καλλίστῃ = najljepšoj (dativ jednine od grč. καλος = najljepša).
Tri su boginje htjele jabuku - Atena, Hera i Afrodita. Tražile su Zeusa da prosudi koja je najljepša, a on je, ne želeći se miješati, pozvao Parisa.
Prema tradiciji, Hera je u grčkoj tradiciji bila najljepša, često zvana "volooka Hera" (čest i stalan epitet kod Homera) zbog velikih, lijepih očiju.  Afrodita je pak imala najviše zavodljivosti i erotičnog šarma, dok je Atenina ljepota rjeđe bila opisivana, jer su je Grci smatrali aseksualnim bićem.
Hermes je sa sve tri kandidatkinje došao na brdo Idu do Parisa. Nakon što su se okupale na izvoru, sve tri pokušale su podmititi Parisa. Hera mu je ponudila da će ga učiniti kraljem Europe i Azije, a Atena mu je rekla da će mu dati mudrost i ratnu vještinu. Afrodita je pak imala Harite i Hore koje su je uljepšale cvijećem i pjesmom te mu je ponudila ruku najljepše žene na svijetu. To je bila Helena, Menelajeva žena. Paris je pristao i proglasio je najljepšom te joj je dao jabuku. To je rasrdilo Heru. Paris je potom krenuo po Helenu i to je bio povod Trojanskom ratu.

### Trojanski rat

#### Početak i povod rata
Afrodita je Parisu obećala Heleninu ruku, ruku najljepše žene na svijetu. No, Helena je bila udana za Menelaja, kralja Sparte. Ovo nije spriječilo Parisa da je otme ukravši i Menelajeve konje. U drugoj i čestoj inačici mita, Helena se zaljubila u Parisa i svojevoljno otišla iz Sparte te napustila muža i njihovu devetogodišnju kćer Hermionu.
Brojni izvori opisuju različite odnose između Helene i Parisa. Neki tvrde da su se jako voljeli (možda pod utjecajem Afrodite). Drugi pak tvrde da nije svojevoljno napustila Troju, a treći da je bila okrutna i sebična žena koja je nosila katastrofu te da ga je mrzila.

Za vrijeme Helenine udaje, mnogi su prosci došli po njezinu ruku iz cijeloga svijeta. Među proscima bili su Odisej, Menest, Ajant, Patroklo, Idomen, ali favorit je bio Menelaj, koji nije došao osobno - predstavljao ga je njegov brat Agamemnon. Helenin otac Tindarej nije znao kako će otpraviti preostale prosce, a da ne započne svađu. Odisej je obećao da će on to riješiti ako ga zauzvrat podrži u njegovu udvaranju Penelopi. Tindarej se složio, a Odisej je rekao da svi prosci moraju položiti zakletvu da će prihvatiti i poslije braniti izabranog muža. Na posljetku se Helena udala za Menelaja. Nakon Tindarejeve smrti, Menelaj je postao kralj Sparte, jer Tindarejevi sinovi Kastor i Polideuk bili su već mrtvi i uzneseni na Olimp.
Kad je Menelaj doznao da mu žena nedostaje, pozvao je bivše Helenine prosce da ispune danu zakletvu. Tako je započeo Trojanski rat u kojem su sudjelovali svi Grci, bilo na Menelajevoj, bilo na trojanskoj strani.

#### Paris u ratu
Paris je u Homerovoj Ilijadi portretiran uglavnom kao kukavica. U dvoboju između njega i Menelaja, spasila ga je Afrodita. Jedino ubojstvo koje je počinio bilo je Ahilejevo - ubio ga je otrovnom strijelom koju je vodio bog Apolon. Druga inačica mita govori da je Paris bio vrstan strijelac te da ga je sam pogodio zahvaljujući vještini i iskustvu. Isticanje Parisa kao strijelca služilo je da ga se i prikaže kao Azijca, a ne Grka, jer su Grci rijetko, za razliku od Azijaca, rabili lukove i strijele u bitkama.
Parisa je ubio Filoktet. Nakon što je Paris umro, njegov se brat Diofob oženio Helenom. Na posljetku ga je ubio Menelaj i odveo Helenu natrag u Spartu.

### Paris i Enona
Enona je bila Parisova prva ljubavnica koju je upoznao još na gori Idi. Bila je nimfa koja je imala dar liječenja.
Kad je Paris bio smrtno ranjen, odnesen je na Idu gdje je molio Enonu da ga izliječi. Ona je bila ljuta jer ju je ostavio zbog Helene. Odbivši ga, Paris je vraćen u Troju gdje je i umro. Pokajavši se, Enona se sjurila niz planinu, ali bilo je prekasno. Potom se bacila u vatru, na lomaču gdje je umrla. Druga inačica mita govori da ju je njezin otac spriječio da mu pomogne, a treća da je iskoristila sina Korita da unese razdor između Parisa i Helene, a Paris je, ne prepoznavši svoga sina, ubio Korita.

## Vanjske poveznice
- Paris u grčkoj mitologiji (engl.)